# 1973-as férfi vízilabda-világbajnokság
Az 1973-as férfi vízilabda-világbajnokságot az úszó-világbajnokság keretében rendezték meg Belgrádban, Jugoszláviában.
A vízilabdatorna mérkőzéseit szeptember 1. és 9. között tartották. A tornát Magyarország nyerte.

## Lebonyolítás
A 16 csapatot 3 darab csoportba osztották. Az A csoportban hat, a másik kettőben öt csapat szerepelt. A csoportokban körmérkőzések után az első két helyezett jutott a hatos döntőbe, ahol újabb körmérkőzések után dőlt el a végeredmény. A harmadik és negyedik helyezettek egy másik csoportba kerültek, ahol a 7–12. helyért mérkőzhettek. A csoportok ötödik, valamint az A csoport hatodik helyezettje egy újabb csoportban játszott a 13–16. helyekért.

## Csoportkör

### A csoport
| Hely. | Csapat          | M | Gy | D | V | G+ | G– | Gk  | P  | Továbbjutás              |
| ----- | --------------- | - | -- | - | - | -- | -- | --- | -- | ------------------------ |
| 1.    | Szovjetunió     | 5 | 5  | 0 | 0 | 41 | 14 | +27 | 10 | Bejutott a hatos döntőbe |
| 2.    | Jugoszlávia (R) | 5 | 4  | 0 | 1 | 35 | 22 | +13 | 8  | Bejutott a hatos döntőbe |
| 3.    | Hollandia       | 5 | 3  | 0 | 2 | 26 | 19 | +7  | 6  | A 7–12. helyért          |
| 4.    | Mexikó          | 5 | 2  | 0 | 3 | 22 | 24 | −2  | 4  | A 7–12. helyért          |
| 5.    | Ausztrália      | 5 | 1  | 0 | 4 | 18 | 29 | −11 | 2  | A 13–16. helyért         |
| 6.    | Nagy-Britannia  | 5 | 0  | 0 | 5 | 6  | 40 | −34 | 0  | A 13–16. helyért         |

| 1973. szeptember 1. 9:30 | Hollandia                     | 5–3 | Mexikó             | Tašmajdan |
| 1973. szeptember 1. 9:30 | (3–0, 0–1, 1–1, 1–1)          |     |                    | Tašmajdan |
| 1973. szeptember 1. 9:30 | Hermsen 2 Landeweerd 2 Veer 1 |     | Fernandez Valencia | Tašmajdan |

| 1973. szeptember 1. 18:00 | Jugoszlávia  | 9–0 | Nagy-Britannia | Tašmajdan |
| 1973. szeptember 1. 18:00 | (–, –, –, –) |     |                | Tašmajdan |
| 1973. szeptember 1. 18:00 |              |     |                | Tašmajdan |

| 1973. szeptember 1. 21:00 | Szovjetunió  | 9–3 | Ausztrália | Tašmajdan |
| 1973. szeptember 1. 21:00 | (–, –, –, –) |     |            | Tašmajdan |
| 1973. szeptember 1. 21:00 |              |     |            | Tašmajdan |

| 1973. szeptember 2. 11:30 | Ausztrália   | 4–1 | Nagy-Britannia | Tašmajdan |
| 1973. szeptember 2. 11:30 | (–, –, –, –) |     |                | Tašmajdan |
| 1973. szeptember 2. 11:30 |              |     |                | Tašmajdan |

| 1973. szeptember 2. 19:00 | Jugoszlávia                    | 6–5 | Mexikó                 | Tašmajdan Nézőszám: 3000 Játékvezetők: Lee (USA) |
| 1973. szeptember 2. 19:00 | (–, –, –, –)                   |     |                        | Tašmajdan Nézőszám: 3000 Játékvezetők: Lee (USA) |
| 1973. szeptember 2. 19:00 | Belamarić 3 Bonačić 2 Lozica 1 |     | Valencia 3 Fernandez 2 | Tašmajdan Nézőszám: 3000 Játékvezetők: Lee (USA) |

| 1973. szeptember 2. 21:00 | Szovjetunió                  | 5–4 | Hollandia                                  | Tašmajdan Nézőszám: 2000 Játékvezetők: Asencio (spanyol) |
| 1973. szeptember 2. 21:00 | (1–1, 2–1, 1–1, 1–1)         |     |                                            | Tašmajdan Nézőszám: 2000 Játékvezetők: Asencio (spanyol) |
| 1973. szeptember 2. 21:00 | Dreval 3 Kabanov 1 Oszipov 1 |     | Landeweerd 1 Hermsen 1 Stroboer 1 Drenth 1 | Tašmajdan Nézőszám: 2000 Játékvezetők: Asencio (spanyol) |

| 1973. szeptember 3. 10:30 | Mexikó                            | 5–3 | Ausztrália            | Tašmajdan Nézőszám: 1000 Játékvezetők: Martinez (kubai) |
| 1973. szeptember 3. 10:30 | (1–1, 2–1, 1–0, 1–1)              |     |                       | Tašmajdan Nézőszám: 1000 Játékvezetők: Martinez (kubai) |
| 1973. szeptember 3. 10:30 | Valencia 2 F.Garcia 1 J. Garcia 1 |     | Turner 2 Montgomery 1 | Tašmajdan Nézőszám: 1000 Játékvezetők: Martinez (kubai) |

| 1973. szeptember 3. 18:00 | Jugoszlávia                                            | 8–5 | Hollandia                               | Tašmajdan Nézőszám: 1500 Játékvezetők: Agnella (francia) |
| 1973. szeptember 3. 18:00 | (2–1, 2–0, 3–2, 1–2)                                   |     |                                         | Tašmajdan Nézőszám: 1500 Játékvezetők: Agnella (francia) |
| 1973. szeptember 3. 18:00 | Belamarić 3 Perišić 2 Savinović 1 Bonačić 1 Stamenić 1 |     | Stroboer 2 Landeweerd 1 Veer 1 Parrel 1 | Tašmajdan Nézőszám: 1500 Játékvezetők: Agnella (francia) |

| 1973. szeptember 3. 20:00 | Szovjetunió                                                                                    | 14–1 | Nagy-Britannia | Tašmajdan Nézőszám: 2000 Játékvezetők: Rausnits (izraeli) |
| 1973. szeptember 3. 20:00 | (3–0, 3–1, 3–0, 5–0)                                                                           |      |                | Tašmajdan Nézőszám: 2000 Játékvezetők: Rausnits (izraeli) |
| 1973. szeptember 3. 20:00 | Romacsuk 2 Kabanov 2 Barkalov 2 Frolov 2 Msvemieradze 2 Akimov 1 Dreval 1 Zmucskij 1 Oszipov 1 |      | Ayling 1       | Tašmajdan Nézőszám: 2000 Játékvezetők: Rausnits (izraeli) |

| 1973. szeptember 4. 12:00 | Hollandia                                                | 8–1 | Nagy-Britannia | Banjica Nézőszám: 300 Játékvezetők: Dragan (román) |
| 1973. szeptember 4. 12:00 | (2–0, 2–1, 1–0, 3–0)                                     |     |                | Banjica Nézőszám: 300 Játékvezetők: Dragan (román) |
| 1973. szeptember 4. 12:00 | Landeweerd 2 Drenth 2 Veer 1 Buunk 1 Stroboer 1 Parrel 1 |     | Jones 1        | Banjica Nézőszám: 300 Játékvezetők: Dragan (román) |

| 1973. szeptember 4. 15:00 | Szovjetunió                                                     | 7–4 | Mexikó                                  | Banjica Nézőszám: 400 Játékvezetők: Di Stefano (olasz) |
| 1973. szeptember 4. 15:00 | (3–1, 2–1, 1–0, 1–2)                                            |     |                                         | Banjica Nézőszám: 400 Játékvezetők: Di Stefano (olasz) |
| 1973. szeptember 4. 15:00 | Dreval 2 Akimov 1 Zsmucki 1 Barkalov 1 Msvemieradze 1 Oszipov 1 |     | Fernandez 1 Valencia 1 Sauza 1 Guerra 1 | Banjica Nézőszám: 400 Játékvezetők: Di Stefano (olasz) |

| 1973. szeptember 4. 17:00 | Jugoszlávia                                                    | 10–6 | Ausztrália                     | Banjica Nézőszám: 2500 Játékvezetők: Gamizans (spanyol) |
| 1973. szeptember 4. 17:00 | (3–1, 2–2, 3–1, 2–2)                                           |      |                                | Banjica Nézőszám: 2500 Játékvezetők: Gamizans (spanyol) |
| 1973. szeptember 4. 17:00 | Belamarić 4 Rudić 2 Savinović 1 Bonačić 1 Stamenić 1 Perišić 1 |      | L. Nunn 2 Harrison 1 R. Nunn 1 | Banjica Nézőszám: 2500 Játékvezetők: Gamizans (spanyol) |

| 1973. szeptember 5. 13:00 | Mexikó               | 5–3 | Nagy-Britannia | Banjica |
| 1973. szeptember 5. 13:00 | (0–1, 1–0, 3–1, 1–1) |     |                | Banjica |
| 1973. szeptember 5. 13:00 |                      |     |                | Banjica |

| 1973. szeptember 5. 16:00 | Hollandia            | 4–2 | Ausztrália | Banjica |
| 1973. szeptember 5. 16:00 | (1–1, 0–0, 1–0, 2–1) |     |            | Banjica |
| 1973. szeptember 5. 16:00 |                      |     |            | Banjica |

| 1973. szeptember 5. 20:30 | Szovjetunió                             | 6–2 | Jugoszlávia             | Tašmajdan Nézőszám: 3500 Játékvezetők: Mărculescu (román) |
| 1973. szeptember 5. 20:30 | (1–1, 2–0, 2–0, 1–1)                    |     |                         | Tašmajdan Nézőszám: 3500 Játékvezetők: Mărculescu (román) |
| 1973. szeptember 5. 20:30 | Kabanov 2 Oszipov 2 Akimov 1 Barkalov 1 |     | Savinović 1 Belamarić 1 | Tašmajdan Nézőszám: 3500 Játékvezetők: Mărculescu (román) |

### B csoport
| Hely. | Csapat        | M | Gy | D | V | G+ | G– | Gk  | P | Továbbjutás              |
| ----- | ------------- | - | -- | - | - | -- | -- | --- | - | ------------------------ |
| 1.    | Magyarország  | 4 | 4  | 0 | 0 | 36 | 11 | +25 | 8 | Bejutott a hatos döntőbe |
| 2.    | Olaszország   | 4 | 3  | 0 | 1 | 26 | 14 | +12 | 6 | Bejutott a hatos döntőbe |
| 3.    | Románia       | 4 | 2  | 0 | 2 | 30 | 19 | +11 | 4 | A 7–12. helyért          |
| 4.    | Spanyolország | 4 | 1  | 0 | 3 | 20 | 25 | −5  | 2 | A 7–12. helyért          |
| 5.    | Izrael        | 4 | 0  | 0 | 4 | 6  | 49 | −43 | 0 | A 13–16. helyért         |

| 1973. szeptember 1. 10:30 | Spanyolország                                  | 11–3 | Izrael              | Tašmajdan |
| 1973. szeptember 1. 10:30 | (3–0, 5–0, 2–1, 1–2)                           |      |                     | Tašmajdan |
| 1973. szeptember 1. 10:30 | Sans 4 Jane 2 Rubio 2 Ventura 1 Soler 1 Aras 1 |      | Rosenfeld 2 Shefa 1 | Tašmajdan |

| 1973. szeptember 1. 19:00 | Olaszország                       | 5–4 | Románia                               | Tašmajdan |
| 1973. szeptember 1. 19:00 | (1–1, 2–1, 1–1, 1–1)              |     |                                       | Tašmajdan |
| 1973. szeptember 1. 19:00 | S. Marsili 3 Aversa 1 Barachini 1 |     | C. Rusu 1 Cl. Rusu 1 Slăvei 1 Lazăr 1 | Tašmajdan |

| 1973. szeptember 2. 9:30 | Románia                                 | 12–1 | Izrael | Tašmajdan |
| 1973. szeptember 2. 9:30 | (3–0, 3–1, 3–0, 3–0)                    |      |        | Tašmajdan |
| 1973. szeptember 2. 9:30 | Popescu 6 Frîncu 3 Cl. Rusu 2 C. Rusu 1 |      |        | Tašmajdan |

| 1973. szeptember 2. 20:00 | Magyarország                                | 7–3 | Spanyolország                  | Tašmajdan Nézőszám: 3000 Játékvezetők: Ivković (jugoszláv) |
| 1973. szeptember 2. 20:00 | (2–0, 2–1, 1–1, 2–1)                        |     |                                | Tašmajdan Nézőszám: 3000 Játékvezetők: Ivković (jugoszláv) |
| 1973. szeptember 2. 20:00 | Szívós 2 Faragó 2 Bodnár 1 Sárosi 1 Csapó 1 |     | Canovas 1 Soler 1 Puidgevall 1 | Tašmajdan Nézőszám: 3000 Játékvezetők: Ivković (jugoszláv) |

| 1973. szeptember 3. 9:30 | Magyarország                                       | 14–0 | Izrael | Tašmajdan Nézőszám: 200 Játékvezetők: Micaleff (máltai) |
| 1973. szeptember 3. 9:30 | (2–0, 5–0, 6–0, 1–0)                               |      |        | Tašmajdan Nézőszám: 200 Játékvezetők: Micaleff (máltai) |
| 1973. szeptember 3. 9:30 | Szívós 3 Konrád 3 Sárosi 2 Kásás 2 Csapó 2 Balla 2 |      |        | Tašmajdan Nézőszám: 200 Játékvezetők: Micaleff (máltai) |

| 1973. szeptember 3. 19:00 | Olaszország                              | 5–2 | Spanyolország | Tašmajdan Nézőszám: 2000 Játékvezetők: Dirnweber (osztrák) |
| 1973. szeptember 3. 19:00 | (1–0, 2–1, 1–1, 1–0)                     |     |               | Tašmajdan Nézőszám: 2000 Játékvezetők: Dirnweber (osztrák) |
| 1973. szeptember 3. 19:00 | De Magistris 3 S. Marsili 1 Ghibellini 1 |     | Sans 2        | Tašmajdan Nézőszám: 2000 Játékvezetők: Dirnweber (osztrák) |

| 1973. szeptember 4. 13:00 | Románia                                               | 10–4 | Spanyolország                    | Banjica Nézőszám: 300 Játékvezetők: Villafranco (mexikói) |
| 1973. szeptember 4. 13:00 | (3–1, 3–3, 2–0, 2–0)                                  |      |                                  | Banjica Nézőszám: 300 Játékvezetők: Villafranco (mexikói) |
| 1973. szeptember 4. 13:00 | Popescu 4 Zanfirescu 2 Cl. Rusu 2 Frîncu 1 C. Rusu 1, |      | Rubio 1 Sans 1 Soler 1 Canovas 1 | Banjica Nézőszám: 300 Játékvezetők: Villafranco (mexikói) |

| 1973. szeptember 4. 20:30 | Magyarország                      | 6–4 | Olaszország                                           | Tašmajdan Nézőszám: 1500 Játékvezetők: Dirnweber (osztrák) |
| 1973. szeptember 4. 20:30 | (2–1, 1–2, 1–1, 2–0)              |     |                                                       | Tašmajdan Nézőszám: 1500 Játékvezetők: Dirnweber (osztrák) |
| 1973. szeptember 4. 20:30 | Faragó 2 Kásás 2 Csapó 1 Sárosi 1 |     | Baracchini S. 1 Marsili 1 De Magistris 1 Ghibellini 1 | Tašmajdan Nézőszám: 1500 Játékvezetők: Dirnweber (osztrák) |

| 1973. szeptember 5. 14:00 | Magyarország                                                   | 9–4 | Románia                    | Banjica Nézőszám: 1000 Játékvezetők: Goose (holland) |
| 1973. szeptember 5. 14:00 | (2–1, 1–1, 1–0, 5–2)                                           |     |                            | Banjica Nézőszám: 1000 Játékvezetők: Goose (holland) |
| 1973. szeptember 5. 14:00 | Faragó 2 Bodnár 2 Szívós 1 Görgényi 1 Balla 1 Csapó 1 Sárosi 1 |     | Popescu 2 Slăvei 1 Lazăr 1 | Banjica Nézőszám: 1000 Játékvezetők: Goose (holland) |

| 1973. szeptember 5. 17:00 | Olaszország          | 12–2 | Izrael | Banjica |
| 1973. szeptember 5. 17:00 | (2–0, 1–1, 6–1, 3–0) |      |        | Banjica |
| 1973. szeptember 5. 17:00 |                      |      |        | Banjica |

### C csoport
| Hely. | Csapat           | M | Gy | D | V | G+ | G– | Gk | P | Továbbjutás              |
| ----- | ---------------- | - | -- | - | - | -- | -- | -- | - | ------------------------ |
| 1.    | Kuba             | 4 | 3  | 0 | 1 | 19 | 11 | +8 | 6 | Bejutott a hatos döntőbe |
| 2.    | Egyesült Államok | 4 | 2  | 1 | 1 | 18 | 17 | +1 | 5 | Bejutott a hatos döntőbe |
| 3.    | NSZK             | 4 | 2  | 0 | 2 | 18 | 18 | 0  | 4 | A 7–12. helyért          |
| 4.    | Görögország      | 4 | 1  | 1 | 2 | 16 | 19 | −3 | 3 | A 7–12. helyért          |
| 5.    | Bulgária         | 4 | 1  | 0 | 3 | 19 | 25 | −6 | 2 | A 13–16. helyért         |

| 1973. szeptember 1. 11:30 | NSZK                 | 1–1 | Görögország | Tašmajdan |
| 1973. szeptember 1. 11:30 | (0–0, 0–0, 0–0, 1–1) |     |             | Tašmajdan |
| 1973. szeptember 1. 11:30 | Simon 1              |     | Paliosz 1   | Tašmajdan |

| 1973. szeptember 1. 20:00 | Egyesült Államok | 4–3 | Kuba | Tašmajdan |
| 1973. szeptember 1. 20:00 | (–, –, –, –)     |     |      | Tašmajdan |
| 1973. szeptember 1. 20:00 |                  |     |      | Tašmajdan |

| 1973. szeptember 2. 10:30 | Kuba         | 7–2 | Görögország | Tašmajdan |
| 1973. szeptember 2. 10:30 | (–, –, –, –) |     |             | Tašmajdan |
| 1973. szeptember 2. 10:30 |              |     |             | Tašmajdan |

| 1973. szeptember 2. 18:00 | Bulgária     | 6–5 | Egyesült Államok | Tašmajdan |
| 1973. szeptember 2. 18:00 | (–, –, –, –) |     |                  | Tašmajdan |
| 1973. szeptember 2. 18:00 |              |     |                  | Tašmajdan |

| 1973. szeptember 3. 11:30 | Kuba                                   | 3–0 | Bulgária | Tašmajdan Nézőszám: 1000 Játékvezetők: Sajfert (jugoszláv) |
| 1973. szeptember 3. 11:30 | (1–0, 1–0, 1–0, 0–0)                   |     |          | Tašmajdan Nézőszám: 1000 Játékvezetők: Sajfert (jugoszláv) |
| 1973. szeptember 3. 11:30 | D. Rodriguez 1 G. Rodriguez 1 Garcia 1 |     |          | Tašmajdan Nézőszám: 1000 Játékvezetők: Sajfert (jugoszláv) |

| 1973. szeptember 3. 21:00 | Egyesült Államok     | 3–3 | NSZK | Tašmajdan |
| 1973. szeptember 3. 21:00 | (0–1, 1–1, 1–1, 1–0) |     |      | Tašmajdan |
| 1973. szeptember 3. 21:00 |                      |     |      | Tašmajdan |

| 1973. szeptember 4. | Görögország  | 8–5 | Bulgária | Tašmajdan |
| 1973. szeptember 4. | (–, –, –, –) |     |          | Tašmajdan |
| 1973. szeptember 4. |              |     |          | Tašmajdan |

| 1973. szeptember 4. 16:00 | Kuba                 | 6–5 | NSZK | Banjica |
| 1973. szeptember 4. 16:00 | (2–1, 3–1, 1–2, 0–1) |     |      | Banjica |
| 1973. szeptember 4. 16:00 |                      |     |      | Banjica |

| 1973. szeptember 5. 12:00 | Egyesült Államok                 | 6–5 | Görögország                                           | Banjica |
| 1973. szeptember 5. 12:00 | (1–1, 1–2, 3–1, 1–1)             |     |                                                       | Banjica |
| 1973. szeptember 5. 12:00 | Svendsen 3 Ferguson 2 Lindroth 1 |     | Kugevetopulosz 2 Sztathakisz 1 Szarantosz 1 Paliosz 1 | Banjica |

| 1973. szeptember 5. 15:00 | NSZK                 | 9–8 | Bulgária | Banjica |
| 1973. szeptember 5. 15:00 | (1–1, 4–2, 2–3, 2–2) |     |          | Banjica |
| 1973. szeptember 5. 15:00 |                      |     |          | Banjica |

A szeptember 4-i Bulgária–Görögország összecsapás 4-4-es döntetlennel zárult, de a pontatlan időmérés miatt az eredményt törölték és a mérkőzést újrajátszották.

## Rájátszás

### A 13–16. helyért
| 1973. szeptember 6. | Bulgária     | 3–2 | Ausztrália |  |
| 1973. szeptember 6. | (–, –, –, –) |     |            |  |
| 1973. szeptember 6. |              |     |            |  |

| 1973. szeptember 6. | Nagy-Britannia | 10–5 | Izrael |  |
| 1973. szeptember 6. | (–, –, –, –)   |      |        |  |
| 1973. szeptember 6. |                |      |        |  |

| 1973. szeptember 7. 13:00 | Bulgária     | 8–3 | Izrael | Banjica |
| 1973. szeptember 7. 13:00 | (–, –, –, –) |     |        | Banjica |
| 1973. szeptember 7. 13:00 |              |     |        | Banjica |

| 1973. szeptember 8. 12:00 | Ausztrália   | 12–1 | Izrael | Banjica |
| 1973. szeptember 8. 12:00 | (–, –, –, –) |      |        | Banjica |
| 1973. szeptember 8. 12:00 |              |      |        | Banjica |

| 1973. szeptember 8. 13:00 | Bulgária     | 5–5 | Nagy-Britannia | Banjica |
| 1973. szeptember 8. 13:00 | (–, –, –, –) |     |                | Banjica |
| 1973. szeptember 8. 13:00 |              |     |                | Banjica |

Végeredmény
A táblázat tartalmazza az A csoportban lejátszott Ausztrália – Nagy-Britannia 4–1-es mérkőzést.
| Hely. | Csapat         | M | Gy | D | V | G+ | G– | Gk  | P |
| ----- | -------------- | - | -- | - | - | -- | -- | --- | - |
| 13.   | Bulgária       | 3 | 2  | 1 | 0 | 16 | 10 | +6  | 5 |
| 14.   | Ausztrália     | 3 | 2  | 0 | 1 | 18 | 5  | +13 | 4 |
| 15.   | Nagy-Britannia | 3 | 1  | 1 | 1 | 16 | 14 | +2  | 3 |
| 16.   | Izrael         | 3 | 0  | 0 | 3 | 9  | 30 | −21 | 0 |

### A 7–12. helyért
| 1973. szeptember 6. | Románia                                                            | 11–6 | Görögország                                             |  |
| 1973. szeptember 6. | (3–1, 2–2, 3–1, 3–2)                                               |      |                                                         |  |
| 1973. szeptember 6. | Popescu 3 C. Rusu 2 Cl. Rusu 2 Zamfirescu 1 Slăvei 1 Rus 1 Lazăr 1 |      | Kugevetopulosz 2 Paliosz 2 E. Damaszkosz 1 Szarantosz 1 |  |

| 1973. szeptember 6. | Hollandia            | 5–4 | Spanyolország |  |
| 1973. szeptember 6. | (1–0, 1–1, 1–2, 2–1) |     |               |  |
| 1973. szeptember 6. |                      |     |               |  |

| 1973. szeptember 6. | NSZK         | 7–6 | Mexikó |  |
| 1973. szeptember 6. | (–, –, –, –) |     |        |  |
| 1973. szeptember 6. |              |     |        |  |

| 1973. szeptember 7. 14:00 | Románia                                        | 6–5 | Hollandia | Banjica |
| 1973. szeptember 7. 14:00 | (2–1, 2–1, 1–1, 1–2)                           |     |           | Banjica |
| 1973. szeptember 7. 14:00 | Rus 2 Cl. Rusu 1 Popescu 1 Schervan 1 Slăvei 1 |     | ?         | Banjica |

| 1973. szeptember 7. 15:00 | Spanyolország        | 6–5 | NSZK | Banjica |
| 1973. szeptember 7. 15:00 | (2–1, 1–2, 1–1, 2–1) |     |      | Banjica |
| 1973. szeptember 7. 15:00 |                      |     |      | Banjica |

| 1973. szeptember 7. 16:00 | Mexikó       | 4–4 | Görögország | Banjica |
| 1973. szeptember 7. 16:00 | (–, –, –, –) |     |             | Banjica |
| 1973. szeptember 7. 16:00 |              |     |             | Banjica |

| 1973. szeptember 8. 16:00 | Spanyolország                      | 5–4 | Görögország | Banjica |
| 1973. szeptember 8. 16:00 | (3–2, 1–0, 0–0, 1–2)               |     |             | Banjica |
| 1973. szeptember 8. 16:00 | Canovas 2 Ventura 1 Soler 1 Sans 1 |     | ?           | Banjica |

| 1973. szeptember 8. 14:00 | Hollandia    | 9–3 | NSZK | Banjica |
| 1973. szeptember 8. 14:00 | (–, –, –, –) |     |      | Banjica |
| 1973. szeptember 8. 14:00 |              |     |      | Banjica |

| 1973. szeptember 8. 15:00 | Románia              | 3–3 | Mexikó | Banjica |
| 1973. szeptember 8. 15:00 | (1–0, 1–2, 0–1, 1–0) |     |        | Banjica |
| 1973. szeptember 8. 15:00 |                      |     |        | Banjica |

| 1973. szeptember 9. 9:00 | Románia                               | 5–3 | NSZK | Banjica |
| 1973. szeptember 9. 9:00 | (1–1, 3–0, 1–1, 0–1)                  |     |      | Banjica |
| 1973. szeptember 9. 9:00 | Rus 2 Slăvei 1 C. Rusu 1 Zamfirescu 1 |     | ?    | Banjica |

| 1973. szeptember 9. 10:00 | Mexikó               | 5–3 | Spanyolország | Banjica |
| 1973. szeptember 9. 10:00 | (2–0, 2–3, 0–0, 1–0) |     |               | Banjica |
| 1973. szeptember 9. 10:00 |                      |     |               | Banjica |

| 1973. szeptember 9. 11:00 | Hollandia            | 7–2 | Görögország | Banjica |
| 1973. szeptember 9. 11:00 | (3–0, 2–0, 1–0, 1–2) |     |             | Banjica |
| 1973. szeptember 9. 11:00 |                      |     |             | Banjica |

Végeredmény
A táblázat tartalmazza
- az A csoportban lejátszott Hollandia – Mexikó 5–3-as,
- a B csoportban lejátszott Románia – Spanyolország 10–4-es,
- a C csoportban lejátszott NSZK – Görögország 1–1-es eredményét is.

| Hely. | Csapat        | M | Gy | D | V | G+ | G– | Gk  | P |
| ----- | ------------- | - | -- | - | - | -- | -- | --- | - |
| 7.    | Románia       | 5 | 4  | 1 | 0 | 35 | 21 | +14 | 9 |
| 8.    | Hollandia     | 5 | 4  | 0 | 1 | 31 | 18 | +13 | 8 |
| 9.    | Mexikó        | 5 | 2  | 0 | 3 | 21 | 22 | −1  | 4 |
| 10.   | Spanyolország | 5 | 2  | 0 | 3 | 22 | 29 | −7  | 4 |
| 11.   | Németország   | 5 | 1  | 1 | 3 | 19 | 27 | −8  | 3 |
| 12.   | Görögország   | 5 | 1  | 0 | 4 | 17 | 28 | −11 | 2 |

### Hatos döntő
| 1973. szeptember 6. | Magyarország              | 6–2 | Egyesült Államok | Banjica Nézőszám: 1000 Játékvezetők: Fuchs (belga) |
| 1973. szeptember 6. | (1–0, 1–1, 2–1, 2–0)      |     |                  | Banjica Nézőszám: 1000 Játékvezetők: Fuchs (belga) |
| 1973. szeptember 6. | Faragó 3 Szívós 2 Csapó 1 |     | Schugg 1 Asch 1  | Banjica Nézőszám: 1000 Játékvezetők: Fuchs (belga) |

| 1973. szeptember 6. | Szovjetunió                                  | 6–2 | Olaszország         | Nézőszám: 3000Játékvezetők: Dirnweber (osztrák) |
| 1973. szeptember 6. | (2–0, 1–0, 2–2, 1–0)                         |     |                     | Nézőszám: 3000Játékvezetők: Dirnweber (osztrák) |
| 1973. szeptember 6. | Barkalov 3 Dreval 1 Msvemieradze 1 Oszipov 1 |     | Ghibellini D'Angelo | Nézőszám: 3000Játékvezetők: Dirnweber (osztrák) |

| 1973. szeptember 6. | Jugoszlávia                                          | 8–3 | Kuba                             | Tašmajdan Nézőszám: 2000 Játékvezetők: Polmann (NSZK) |
| 1973. szeptember 6. | (2–0, 1–2, 2–0, 3–1)                                 |     |                                  | Tašmajdan Nézőszám: 2000 Játékvezetők: Polmann (NSZK) |
| 1973. szeptember 6. | Belamarić 3 Bonačić 2 Savinović 1 Rudić 1 Stamenić 1 |     | D. Rodriguez 2 G. Rodriguez G. 1 | Tašmajdan Nézőszám: 2000 Játékvezetők: Polmann (NSZK) |

| 1973. szeptember 7. 17:00 | Jugoszlávia                               | 6–5 | Egyesült Államok          | Banjica Nézőszám: 2000 Játékvezetők: Agnela (francia) |
| 1973. szeptember 7. 17:00 | (4–2, 1–1, 1–0, 0–2)                      |     |                           | Banjica Nézőszám: 2000 Játékvezetők: Agnela (francia) |
| 1973. szeptember 7. 17:00 | Belamarić 2 Savinović 2 Bonačić 1 Rudić 1 |     | Schugg 2 Asch 2 Schmitt 1 | Banjica Nézőszám: 2000 Játékvezetők: Agnela (francia) |

| 1973. szeptember 7. 20:30 | Olaszország  | 6–3 | Kuba | Tašmajdan |
| 1973. szeptember 7. 20:30 | (–, –, –, –) |     |      | Tašmajdan |
| 1973. szeptember 7. 20:30 |              |     |      | Tašmajdan |

| 1973. szeptember 7. 21:30 | Magyarország              | 5–4 | Szovjetunió                   | Tašmajdan Nézőszám: 5000 Játékvezetők: Marculescu (román) |
| 1973. szeptember 7. 21:30 | (1–1, 1–0, 0–1, 3–2)      |     |                               | Tašmajdan Nézőszám: 5000 Játékvezetők: Marculescu (román) |
| 1973. szeptember 7. 21:30 | Csapó 3 Sárosi 1 Bodnár 1 |     | Barkalov 2 Dreval 1 Kabanov 1 | Tašmajdan Nézőszám: 5000 Játékvezetők: Marculescu (román) |

| 1973. szeptember 8. 17:00 | Egyesült Államok | 6–5 | Olaszország | Banjica |
| 1973. szeptember 8. 17:00 | (–, –, –, –)     |     |             | Banjica |
| 1973. szeptember 8. 17:00 |                  |     |             | Banjica |

| 1973. szeptember 8. 20:30 | Magyarország         | 3–3 | Jugoszlávia           | Tašmajdan Játékvezetők: Dirnweber (ausztria) |
| 1973. szeptember 8. 20:30 | (0–0, 1–0, 1–3, 1–0) |     |                       | Tašmajdan Játékvezetők: Dirnweber (ausztria) |
| 1973. szeptember 8. 20:30 | Csapó 2 Szívós       |     | Belamarić 2 Bonačić 1 | Tašmajdan Játékvezetők: Dirnweber (ausztria) |

| 1973. szeptember 8. 21:30 | Szovjetunió                            | 6–2 | Kuba               | Tašmajdan Nézőszám: 1500 Játékvezetők: Fuchs (belga) |
| 1973. szeptember 8. 21:30 | (1–0, 2–2, 1–0, 2–0)                   |     |                    | Tašmajdan Nézőszám: 1500 Játékvezetők: Fuchs (belga) |
| 1973. szeptember 8. 21:30 | Dreval 2 Kabanov 2 Akimov 1 Bartalov 1 |     | Cowley 1 Sanchez 1 | Tašmajdan Nézőszám: 1500 Játékvezetők: Fuchs (belga) |

| 1973. szeptember 9. 14:00 | Magyarország                               | 8–4 | Kuba                   | Tašmajdan Nézőszám: 1500 Játékvezetők: Marculescu (román) |
| 1973. szeptember 9. 14:00 | (1–1, 3–2, 1–0, 3–1)                       |     |                        | Tašmajdan Nézőszám: 1500 Játékvezetők: Marculescu (román) |
| 1973. szeptember 9. 14:00 | Faragó 2 Sárosi 2 Szívós 2 Kásás 1 Csapó 1 |     | Rodriguez 2 Cowley 1 ? | Tašmajdan Nézőszám: 1500 Játékvezetők: Marculescu (román) |

| 1973. szeptember 9. 13:00 | Olaszország                              | 5–4 | Jugoszlávia                               | Tašmajdan Nézőszám: 2000 Játékvezetők: Agnela (francia) |
| 1973. szeptember 9. 13:00 | (1–1, 0–2, 2–1, 2–0)                     |     |                                           | Tašmajdan Nézőszám: 2000 Játékvezetők: Agnela (francia) |
| 1973. szeptember 9. 13:00 | S. Marsili 2 Ghibellini 2 De Magistris 1 |     | Bonačić 1 Stamenić 1 Belamarić 1 Lozica 1 | Tašmajdan Nézőszám: 2000 Játékvezetők: Agnela (francia) |

| 1973. szeptember 9. 20:30 | Szovjetunió  | 8–5 | Egyesült Államok | Tašmajdan |
| 1973. szeptember 9. 20:30 | (–, –, –, –) |     |                  | Tašmajdan |
| 1973. szeptember 9. 20:30 |              |     |                  | Tašmajdan |

Végeredmény
A táblázat tartalmazza
- az A csoportban lejátszott Szovjetunió – Jugoszlávia 6–2-es,
- a B csoportban lejátszott Magyarország – Olaszország 6–4-es,
- a C csoportban lejátszott Egyesült Államok – Kuba 4–3-as eredményét is.

| Hely. | Csapat           | M | Gy | D | V | G+ | G– | Gk  | P |
| ----- | ---------------- | - | -- | - | - | -- | -- | --- | - |
| 1.    | Magyarország     | 5 | 4  | 1 | 0 | 28 | 17 | +11 | 9 |
| 2.    | Szovjetunió      | 5 | 4  | 0 | 1 | 30 | 16 | +14 | 8 |
| 3.    | Jugoszlávia (R)  | 5 | 2  | 1 | 2 | 23 | 22 | +1  | 5 |
| 4.    | Olaszország      | 5 | 2  | 0 | 3 | 22 | 25 | −3  | 4 |
| 5.    | Egyesült Államok | 5 | 2  | 0 | 3 | 22 | 28 | −6  | 4 |
| 6.    | Kuba             | 5 | 0  | 0 | 5 | 15 | 32 | −17 | 0 |

| Az 1973-as férfi vízilabda-világbajnokság győztese |
| -------------------------------------------------- |
| · Magyarország · 1. cím                            |

## Góllövőlista
| Gól | Név                 | Csapat        |
| --- | ------------------- | ------------- |
| 20  | Siniša Belamarić    | Jugoszlávia   |
| 17  | Dinu Popescu        | Románia       |
| 15  | Armando Fernández   | Mexikó        |
| 13  | Alekszej Barkalov   | Szovjetunió   |
| 13  | Gianni De Magistris | Olaszország   |
| 13  | Alekszandr Dreval   | Szovjetunió   |
| 13  | Vaszil Tomov        | Bulgária      |
| 13  | Nico Landeweerd     | Hollandia     |
| 12  | Csapó Gábor         | Magyarország  |
| 12  | Carlos Sánchez      | Kuba          |
| 12  | Szívós István       | Magyarország  |
| 11  | Faragó Tamás        | Magyarország  |
| 11  | Juan Sans           | Spanyolország |
| 11  | Jan Evert Veer      | Hollandia     |
| 10  | Marsili             | Olaszország   |
| 10  | Charles Turner      | Ausztrália    |

## Végeredmény
| Hely. | Csapat           | M | Gy | D | V | G+ | G– | Gk  | P  |
| ----- | ---------------- | - | -- | - | - | -- | -- | --- | -- |
|       | Magyarország     | 8 | 7  | 1 | 0 | 58 | 24 | +34 | 15 |
|       | Szovjetunió      | 9 | 8  | 0 | 1 | 65 | 28 | +37 | 16 |
|       | Jugoszlávia (R)  | 9 | 6  | 1 | 2 | 56 | 38 | +18 | 13 |
| 4.    | Olaszország      | 8 | 5  | 0 | 3 | 43 | 33 | +10 | 10 |
| 5.    | Egyesült Államok | 8 | 3  | 1 | 4 | 36 | 42 | −6  | 7  |
| 6.    | Kuba             | 8 | 3  | 0 | 5 | 31 | 39 | −8  | 6  |
|       |                  |   |    |   |   |    |    |     |    |
| 7.    | Románia          | 8 | 5  | 1 | 2 | 55 | 35 | +20 | 11 |
| 8.    | Hollandia        | 9 | 6  | 0 | 3 | 52 | 34 | +18 | 12 |
| 9.    | Mexikó           | 9 | 3  | 2 | 4 | 40 | 41 | −1  | 8  |
| 10.   | Spanyolország    | 8 | 3  | 0 | 5 | 38 | 44 | −6  | 6  |
| 11.   | NSZK             | 8 | 2  | 2 | 4 | 36 | 44 | −8  | 6  |
| 12.   | Görögország      | 8 | 1  | 2 | 5 | 32 | 46 | −14 | 4  |
|       |                  |   |    |   |   |    |    |     |    |
| 13.   | Bulgária         | 7 | 3  | 1 | 3 | 35 | 35 | 0   | 7  |
| 14.   | Ausztrália       | 7 | 2  | 0 | 5 | 32 | 33 | −1  | 4  |
| 15.   | Nagy-Britannia   | 7 | 1  | 1 | 5 | 21 | 50 | −29 | 3  |
| 16.   | Izrael           | 7 | 0  | 0 | 7 | 15 | 79 | −64 | 0  |